# Il coraggio
Pour plus de détails, voir Fiche technique et Distribution.
Il coraggio (en français « Le courage ») est un film italien réalisé par Domenico Paolella, sorti en 1955.

## Synopsis
Aristide Paoloni, un industriel romain au bord de la banqueroute qui cherche à être candidat à la mairie, réalise son 25e sauvetage en sortant du Tibre un certain Gennaro Vaccariello.
Celui-ci exige -et obtient- de Paoloni qu'il s'occupe pleinement de lui et d'une partie de sa famille puisqu' il a donné tout ce qui lui restait de courage pour se suicider et que l'industriel a fait échouer son ultime plan. Vaccariello s'installe donc chez les Paoloni...

## Fiche technique
- Titre original : Il coraggio
- Réalisation : Domenico Paolella
- Assistant-réalisateur : Mariano Laurenti
- Scénario : Augusto Novelli, Totò, Marcello Ciorciolini
- Décors : Adele Tosi
- Photographie : Mario Fioretti
- Son : Ivo Benedetti
- Montage : Gisa Radicchi Levi
- Musique : Carlo Savina
- Production : Alfredo De Laurentiis
- Société(s) de production : D.D.L.
- Pays d’origine :  Italie
- Langue originale : italien
- Format : noir et blanc — 1,37:1 — son mono
- Genre : comédie
- Durée : 97 minutes
- Dates de sortie :
  - Italie : 24 décembre 1955 (Milan)

## Distribution
- Totò : Gennaro Vaccariello
- Gino Cervi : Comm. Aristide Paoloni
- Irène Galter : Irene Paoloni
- Gabriele Tinti : Raffaele Vaccarellio
- Paola Barbara : Anna Paoloni
- Bruna Vecchio : Ginevra, la secrétaire
- Ernesto Almirante : Salvatore Esposito
- Leopoldo Trieste : Rag. Rialti
- Gianna Maria Canale : Susy, amie de Paoloni
- Anna Campori : Ginevra
- Sandro Pistolini : fils de Gennaro
- Gina Amendola
- Lucia Brusco
- Enzo Garinei : un jeune homme
- Anna Maria Luciani